# (8501) Wachholz
(8501) Wachholz (1990 TK8) – planetoida z grupy pasa głównego asteroid okrążająca Słońce w ciągu 5,27 lat w średniej odległości 3,03 au. Odkryta 13 października 1990 roku. Burkhard Wachholz (1940-2000) był mechanikiem współpracującym z astronomami.